# 티타 메레요
라우라 아나 메레요(Laura Ana Merello) 또는 티타 메레요(Tita Merello, 1904년 10월 11일 - 2002년 12월 24일 부에노스아이레스)는 유명한 아르헨티나의 여성 배우, 탱고 댄서, 가수였다. 메레요는 1930년과 1985년 사이에 아르헨티나 영화사의 두 세대를 아우르며 45번가량 영화에 출연하였다.
메레요가 처음으로 출연한 영화는 1930년의 Viejo smoking이었다. 그녀는 전성기에 산티아고 고메스 쿠(Santiago Gómez Cou)와 티토 알론소(Tito Alonso) 등 유명한 남성 배우들과 협연하였다. 1985년에 그녀는 마지막 작품 Las barras bravas를 끝으로 영화계에서 은퇴하였으며, 2002년 크리스마스 이브에 항년 98세로 사망하였다.

## 출연 작품
- Tango(1933)
- Idolos de la radio (1934)
- Noches de Buenos Aires (1935)
- Así es el tango (1936)
- La Fuga (1937)
- Ceniza al viento (1942)
- 27 millones (1942)
- Historia del Tango (1949)
- Don Juan Tenorio (1949)
- Filomena Marturano (1950)
- Arrabalera (1950)
- Los Isleros (1951)
- Vivir un instante (1951)
- Pasó en mi barrio (1951)
- Deshonra (1952)
- Guacho (1954)
- Mercado de Abasto (1955)
- Para vestir santos (1955)
- El amor nunca muere (1955)
- La morocha (1955)
- Amorina (1961)
- Los evadidos (1964)
- Ritmo nuevo , vieja ola (1964)
- La industria del matrimonio (1964)
- Los hipócritas (1965)
- Esto es alegría (1967)
- El andador (1967)
- Viva la vida! (1969)
- La madre Maria (1974)
- El canto cuenta su historia (1976)
- Los miedos (1980)
- Las barras bravas (1985)